# Dingó

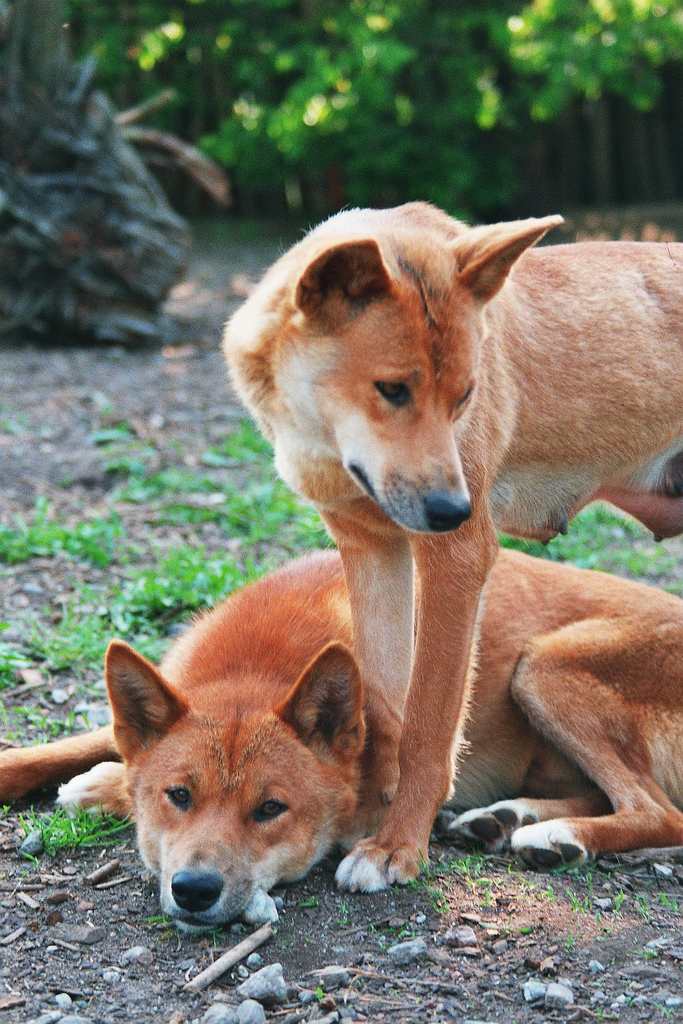

A dingó (Canis lupus dingo) az emlősök (Mammalia) osztályába a ragadozók (Carnivora) rendjébe a kutyafélék (Canidae) családjába tartozó szürke farkas (Canis lupus) Ausztráliában élő alfaja. Az ausztrál törvények őshonos állatnak ismerik el, bár technikailag invazív fajnak is lehetne tartani.

## Előfordulása
Feltehetően a házikutyából visszavadult fajta, mely a genetikai elemzések szerint mintegy 8300 évvel ezelőtt érkezett e földrészre. Évezredek óta vadon él Ausztrália területén, de előfordul Új-Guineában is. Tasmaniába nem jutott el. A legrégibb csontleletet 3450 évvel ezelőttre datálják, azóta az állat alakja nem változott, tenyésztés hatásai nem mutathatók ki.

## Megjelenése
Teste 40–65 centiméter magasságú, 81–111 centiméter hosszú, a nőstények súlya 11–17, a hímeké 12–22 kilogramm körül van, de akadnak ennél nagyobb példányok is. Bundája rozsdásvörös vagy szürke színű. Új-Guineában egy kisebb, szürkés színű változatát találjuk. Hallása és szaglása jó.

## Életmódja
Főleg erszényes emlősökre vadászik, de elfogyaszt madarakat, hüllőket, rovarokat és dögöt is. Lesből támad.
Nehezen szelídül, az ember társaságát nem kedveli. A dingók családi kötelékben élnek egy „központi telepen”, melyet megvédenek a behatolóktól. Vadászterületük azonban nagyobb ennél. A fiatal dingókanok egyedül vadásznak egy nagyobb területen. Ha gazdag a táplálékkínálat, olykor csatlakozhatnak egy falkához; ha viszont szűkös, elzavarják az idegent. A juhnyájak „hóhéra” és ezért a farmerek kíméletlenül pusztítják, ahol érik. Életmódja a farkaséhoz hasonló. A fiatal dingó nagyon kedves jószág, ám felnőve bizalmatlanná, harapóssá, rendkívül önállóvá válik, ragadozó természete minduntalan kitör belőle, ezért kutyakénti tartása semmiképpen nem ajánlott. Az idős és gyenge állatokat távol tartják a táplálékforrástól és a víztől, ezek rövid időn belül kiéheznek és elpusztulnak.

## Intelligenciája
Falkában a dingók problémamegoldási stratégiája a farkashoz hasonló, azonban ha egy ember valamire rámutat a dingó a kutyához hasonlóan megérti a mozdulatot.
Ausztrál kutatók megfigyelése szerint a fogságban tartott dingók képesek eszközhasználatra. Egy megfigyelés szerint magasan levő tárgyat úgy értek el, hogy a kennelben található állványt odahúzták és arra felmásztak.

## Szaporodása
A házi kutyával – ha kölyökkoruk óta együtt nevelődnek – könnyen kereszteződik.
2 éves kortól ivarérett. Júniustól augusztusig tart a párzási időszaka. Vemhességi ideje 63 nap. Maximum 8 kölyök az utódok száma. A dingószuka ősszel vagy a tél elején tüzel. Ilyenkor egy körülbelül tizenkét kanból álló falka követi, ezek a közelében maradnak. A szuka végül kiválaszt egyet; gyakran előző almai apját.
A kölykök kilenc hét múlva születnek. A szuka minden évben ugyanazon a rejtett búvóhelyen fial, ha azt az emberek időközben nem bolygatják fel. Néhány nappal később a szuka elvonul a társával néhány száz méterrel arrébb; szélirányban, hogy észlelhessék, ha valami zavar támad, anélkül, hogy felhívná a figyelmet a kölykei rejtekhelyére. Ha veszély fenyeget, egyenként elcipeli őket egy új, biztos fedezékbe. Egyébként csak szoptatni és a visszaöklendezett táplálék kis falatkáival etetni tér vissza a kicsikhez. A kölykök gyorsan növekednek, és hamarosan mindkét szülőnek gondoskodnia kell ellátásukról és táplálásukról. A szülők később egyre gyakrabban eltávolodnak a fészektől, de érintetlenül leteszik az elejtett zsákmányt a közelben, hogy később a kölykök maguk vadásszanak rá.

## Táplálék és vadászat
Mivel legtöbb táplálékállatuk éjjel aktív, a dingó is túlnyomórészt éjjel vadászik. A magányos dingónak könnyű zsákmányt jelent az üregi nyúl és a különböző gyík fajok, ha azonban párosával, vagy nagyobb csoportokban vadásznak, képesek megölni akár a szürke óriáskengurut is. Ha a falka több zsákmányt ejt, mint amennyi a pillanatnyi jóllakáshoz szükséges, a maradékot elkaparják és később visszatérnek, hogy elfogyasszák. Ha szűkös a táplálékellátás, a dingó megeszi a madártojásokat, a lárvákat és a vízimadarakat is. Ha nagyobb állatra (kengurura) vadásznak, előbb csak követik, majd támadnak és megragadják, de a rúgás elől rögtön hátra is ugranak, mivel az halálos lehet számunkra. Mióta Ausztráliában birkát tenyésztenek, a dingó könnyen megszerezhető zsákmányává vált.

## Rokon fajok
Legközelebbi rokona az Új-Guinea szigetén élő új-guineai éneklő kutya, vagy Hallstrom-kutya (Caniu lupus hallstomi). Ez némileg kisebb, mint a dingó, esőerdei életmódhoz alkalmazkodott alfaj. Nem minden szakértő ismeri el önálló alfajnak, egyesek szerint azonos alfajba tartozik a dingóval.
Mindkét alfaj a kutya (Canius lupus familiaris) egy-egy változatának tűnik, feltehetőeleg abból vadultak vissza az idők folyamán. Egyes szakértők szerint viszont a szürke farkas (Canis lupus) önálló alfajai.